# Megophtalmidia equatoriana
Megophtalmidia equatoriana är en tvåvingeart som beskrevs av Lane 1962. Megophtalmidia equatoriana ingår i släktet Megophtalmidia och familjen svampmyggor.
Artens utbredningsområde är Ecuador. Inga underarter finns listade i Catalogue of Life.